# Piper subandinum
Piper subandinum är en pepparväxtart som beskrevs av C. Dc.. Piper subandinum ingår i släktet Piper och familjen pepparväxter. Inga underarter finns listade i Catalogue of Life.